# Mathilde Andraud
Mathilde Andraud (Montpellier, 28 de abril de 1989) es una atleta francesa especializada en el lanzamiento de jabalina. Ha sido campeona nacional de Francia en cinco ocasiones de manera consecutiva (de 2012 a 2016). Se retiró en 2020.

## Carrera deportiva
En 2007 participaba en su primer Campeonato Europeo de Atletismo Sub-20, en Hengelo (Países Bajos), donde quedaba décima en su ronda clasificatoria, con 43,14 metros de lanzamiento. Un año más tarde, a nivel mundial, en la ciudad polaca de Bydgoszcz, en el Campeonato Mundial de Atletismo Sub-20, quedaba octava en la ronda previa, fuera de la final, con 49 metros.
Para 2011 alcanzaba la final del Campeonato Europeo de Atletismo Sub-23 en Ostrava (República Checa), donde fue duodécima, superando la marca de los 50 metros.
Dos años más tarde, en los Juegos Mediterráneos de Mersin (Túnez) llegaba al podio y se alzaba con un bronce gracias a un lanzamiento de 52,20 metros.
Para 2015, en la Super Liga del Campeonato Europeo de Atletismo por Equipos en el que participaba Francia, en la sede rusa de Cheboksary, quedaba décima en la final, con una marca de 52,93 metros.
2016 comenzaba con el Campeonato Europeo de Atletismo de Ámsterdam, donde acabó octava en la segunda serie clasificatoria, con 55,28 metros. Semanas más tarde, participaría en sus primeros Juegos Olímpicos, tras conseguir su quinto título nacional, en Río de Janeiro 2016. No llegaba a superar la ronda clasificatoria, quedando undécima, fuera del corte para ir a la final, con 56,61 metros de lanzamiento.

## Resultados por competición

### Por temporada
| Representando a Francia | Representando a Francia                                  | Representando a Francia | Representando a Francia | Representando a Francia | Representando a Francia |
| ----------------------- | -------------------------------------------------------- | ----------------------- | ----------------------- | ----------------------- | ----------------------- |
| Año                     | Competición                                              | Lugar                   | Puesto                  | Marca (m.)              |                         |
| 2007                    | Campeonato Europeo de Atletismo Sub-20                   | Hengelo                 | 10ª (Q2)                | 43,14                   |                         |
| 2008                    | Campeonato Mundial de Atletismo Sub-20                   | Bydgoszcz               | 8ª (Q2)                 | 49,00                   |                         |
| 2011                    | Campeonato Europeo de Atletismo Sub-23                   | Ostrava                 | 12ª                     | 50,61                   |                         |
| 2012                    | Copa Europa de Invierno de Lanzamiento                   | Bar                     | 2ª                      | 54,84                   |                         |
| 2013                    | Juegos Mediterráneos                                     | Mersin                  | 3ª                      | 52,20                   |                         |
| 2014                    | Copa Europa de Invierno de Lanzamiento                   | Leiría                  | 8ª                      | 54,75                   |                         |
| 2015                    | Copa Europa de Invierno de Lanzamiento                   | Leiría                  | 5ª                      | 58,75                   |                         |
| 2015                    | Campeonato Europeo de Atletismo por Equipos - Super Liga | Cheboksary              | 10ª                     | 52,93                   |                         |
| 2016                    | Campeonato Europeo de Atletismo                          | Ámsterdam               | 8ª (Q2)                 | 55,28                   |                         |
| 2016                    | Juegos Olímpicos                                         | Río de Janeiro          | 11ª (Q2)                | 56,61                   |                         |
| 2017                    | Copa Europea de Lanzamiento                              | Las Palmas              | 10ª                     | 53,17                   |                         |

### Mejores marcas
| Disciplina              | Marca    | Lugar | Fecha              |
| ----------------------- | -------- | ----- | ------------------ |
| Lanzamiento de jabalina | 63,54 m. | Halle | 21 de mayo de 2016 |